# 구글 에너지
구글 에너지 LLC(Google Energy LLC)는 알파벳의 자회사로, 구글 그룹의 에너지 소비 비용을 줄이고, 나아가 청정 에너지를 생산하고 판매하기 위해 설립되었다. 이 사업부는 또한 자선단체인 Google.org를 통해 지원되는 프로젝트를 활용할 수 있도록 한다.

## 운영
2007년까지 구글은 본사에서 1.6MW 태양광 설치 시범 프로젝트를 포함하여 풍력, 태양광, 태양열, 지열 프로젝트에 상당한 금액을 투자했다. 2010년 구글 에너지는 재생 에너지 프로젝트에 첫 투자를 했는데, 노스다코타주의 두 풍력 발전소에 US$3,880만 달러를 투자했다. 회사는 이 두 곳이 169.5MW의 전력을 생산할 것이며, 이는 55,000가구에 전력을 공급하기에 충분한 양이라고 발표했다. 넥스트에라 에너지 리소스가 개발한 이 풍력 발전소는 이 지역의 화석 연료 사용을 줄일 것이다. 넥스트에라 에너지 리소스는 프로젝트 개발 자금을 확보하기 위해 구글에 프로젝트 지분 20%를 판매했다. 또한 2010년 7월 30일, 구글 에너지는 넥스트에라 에너지로부터 아이오와 풍력 에너지 114MW를 20년 고정 요율로 구매하기로 합의했다. 이 기업은 주로 구글의 데이터 센터에 전기를 사용할 계획이지만, 공개 시장에서 판매할 수도 있다.
2010년 구글 에너지는 다른 투자자 그룹과 함께 향후 해상 풍력 발전소를 육상 송전망과 연결하기 위한 대서양 연안 해저 케이블인 대서양 풍력 연결을 건설할 계획을 발표했다. 천연가스의 저렴한 가격으로 인해 대규모 해상 풍력이 경쟁력을 잃으면서 프로젝트는 재정적인 문제에 부딪혔다.
2011년 4월, 구글은 넥스트에라와의 파트너십을 확장하여 민코 II 풍력 에너지 센터에 대한 20년 전력 구매 계약 (PPA)을 체결했다. 2011년 현재 100.8메가와트 규모의 풍력 발전소는 민코 근처 그레이디 및 캐도 카운티에서 개발 중이다.
구글은 2011년에 2억 8천만 달러, 2015년에 3억 달러를 솔라시티에 두 차례 투자했다.
2013년 9월 17일, 이 기업은 미국 텍사스 주 아마릴로 근처에 위치할 240메가와트 규모의 해피 헤리퍼드 풍력 발전소가 건설 완료되면 해당 발전소에서 생산되는 모든 전력을 구매할 계획을 발표했다. 구글 에너지는 해피 헤리퍼드에서 구매한 전력을 데이터 센터 중 하나가 위치한 오클라호마의 도매 시장에 판매할 것이다.
2016년 기준, 구글은 2,600MW 규모의 전력 구매 계약을 맺고 있다.

## 딥마인드 통합
구글은 딥마인드 AI를 통합하여 풍력 발전소의 에너지 생산을 최적화할 계획이다. 풍력은 예측 불가능성으로 인해 항상 어려움을 겪는다. 이는 정해진 시간에 안정적으로 전력을 공급할 수 있는 다른 에너지원과 비교할 때 풍력의 채택을 제한한다. 이 문제를 해결하기 위해 딥마인드는 작년에 구글의 미국 풍력 발전소 효율성을 높이기 위한 알고리즘을 구축하기 시작했다고 블로그 게시물에서 밝혔다. 이 알고리즘은 날씨 예측과 과거 터빈 데이터를 기반으로 신경망을 훈련하여 36시간 전의 전력 출력을 예측할 수 있게 했다. 이를 기반으로 모델은 하루 전에 전력을 그리드에 할당하는 방법을 추천한다. 이로 인해 구글 풍력 발전소의 "가치"가 약 20% 증가했다고 주장하지만, 그 가치가 어떤 형태를 취하는지, 어떻게 측정되는지는 명시하지 않았다. 지금까지는 내부적으로만 구축되고 테스트되었지만, 구글이 이 기술을 풍력 발전소 운영자에게 판매하기를 희망한다는 것은 어렵지 않게 상상할 수 있다.

## 에너지 구매 및 판매 권한
2010년 2월, 연방 에너지 규제 위원회 FERC는 구글에 시장 가격으로 에너지를 구매하고 판매할 수 있는 권한을 부여했다. 이 명령은 구글의 자회사인 구글 에너지가 "시장 기반 요율로 에너지, 용량 및 보조 서비스를 판매할 권리"를 보유한다고 명시하고 있지만, 구글 에너지와 그 계열사 모두 "어떤 발전 또는 송전 시설도 소유하거나 통제하지 않는다"는 점을 인정한다.

## 같이 보기
- 구글 파워미터, 2011년에 중단된 구글 서비스.